# Elaphoglossum acrocarpum
Elaphoglossum acrocarpum é uma espécie de planta do gênero Elaphoglossum e da família Dryopteridaceae.

## Taxonomia
A espécie foi descrita em 1857 por Thomas Moore.
Os seguintes sinônimos já foram catalogados:  
- Acrostichum acrocarpum  Mart.
- Elaphoglossum damazioi  Christ

## Forma de vida
É uma espécie epífita, rupícola, terrícola e herbácea.

## Descrição
| Caule                         | Caule                  |
| ----------------------------- | ---------------------- |
| porte                         | curto rastejante/ereto |
| escama - cor                  | laranja/pardo          |
| escama - tipo                 | concolor               |
| escama - margem               | inteira                |
| Folha                         |                        |
| filopódio                     | não conspícuo          |
| posição                       | aproximada             |
| divisão                       | simples                |
| lâmina formato                | estreitamente elíptica |
| lâmina base                   | estreitamente cuneada  |
| lâmina ápice                  | acuminado              |
| apical gema                   | ausente                |
| glandular tricoma             | ausente                |
| nervura                       | livre                  |
| hidatódio                     | presente               |
| lâmina escama densidade       | dispersa               |
| laminar margem escama formato | subulada               |
| costal escama formato         | subulada               |
| fértil folha                  | mais longa que estéril |

## Conservação
A espécie faz parte da Lista Vermelha das espécies ameaçadas do estado do Espírito Santo, no sudeste do Brasil. A lista foi publicada em 13 de junho de 2005 por intermédio do decreto estadual nº 1.499-R.

## Distribuição
A espécie é encontrada nos estados brasileiros de Bahia, Espírito Santo, Minas Gerais, Rio de Janeiro e São Paulo.
A espécie é encontrada no domínio fitogeográfico de Mata Atlântica, em regiões com vegetação de floresta ombrófila pluvial.